# Patricia Chotzen
Patricia María Chotzen Gutiérrez (20 de marzo de 1968) es una abogada y académica chilena, ex superintendenta de Electricidad y Combustibles de su país.
Se formó en The Grange School de la capital chilena. Luego estudió derecho en la Universidad Diego Portales (UDP) y, posteriormente, consiguió un máster en derecho comparado en la Universidad de Nueva York, en los Estados Unidos.
Al volver a Chile se reincorporó a la su alma mater, esta vez como académica y administrativa. En esta corporación, entre los años 1998 y 2001, llegó a ser directora de la carrera de derecho.
El último de estos años ingresó a la Superintendencia de Electricidad y Combustibles (SEC) como abogado jefe de su departamento jurídico por decisión del abogado democratacristiano Sergio Espejo, entonces titular de la entidad.
En mayo de 2005, tras la renuncia de éste para concursar como diputado (intento a la postre fallido), asumió interinamente el cargo de superintendenta.
En tal calidad permaneció hasta el 20 de marzo de 2006, momento en el que fue confirmada por Bachelet, pese a su independencia política.
En 2010 fue ratificada por el centroderechista Sebastián Piñera, tocándole encarar el blackout de marzo de 2010, el cual tuvo lugar a raíz de los daños ocasionados por el terremoto del 27 de febrero en el sistema eléctrico de la zona central.
El 6 de agosto de 2010, a solicitud del Gobierno, presentó su renuncia al puesto. Su salida se produjo cuatro días después de darse a conocer la formulación de cargos contra las empresas implicadas en el mencionado 'apagón'.